# Tiridat III.
Tiridat III. Partski (perzijsko تيرداد سوم‎), veliki kralj Partskega cesarstva, ki je vladal leta 35–36, * ni znano, † ni znano.
Bil je vnuk kralja Fraata IV. Partskega. Mladost je kot talec preživel v Rimu. Okoli leta 36 se je partsko plemstvo uprlo kralju Artabanu III. in pozvalo rimskega cesarja Tiberija, naj jim pošlje kralja Fraatove rodbine. Tiberij je poslal Tiridata na vzhod in ukazal Luciju Viteliju Starejšemu, očetu cesarja Vitelija, naj ponovno vzpostavi rimsko oblast na vzhodu. Vitelij je s spretnimi vojaškimi in diplomatskimi operacijami nalogo v celoti izpolnil. Artabana so njegovi pristaši zapustili in moral je pobegniti na vzhod.
Tiridat se je proglasil za kralja, vendar se kot rimski vazal ni obdržal prav dolgo. Artaban se je z močno vojsko skitskih konjenikov kmalu vrnil iz Hirkanije in Parti so ga ponovno priznali za svojega kralja. Tiridat je iz Selevkije pobegnil v Sirijo. 
Rimski zgodovinar Tacit piše, da je politični nadzor nad Tiridatom izvajal partski dvorni mogotec Abdagez, ki ga je varoval pred nevarnostmi in preprečeval njegove obiske partskih plemen. Takšna politika je preprečevala, da bi se nezaupljiva plemena združila proti Tiridatu. Ko je stanje postalo nevzdržno, je Abdagez Tiridatu svetoval, naj se umakne na zahod v Mezopotamijo, kjer so bile bolj primerne strateške obrambne lokacije. Partska plemena so na njegov umik gledala kot na dejanje strahopetnosti, kar je spretno izkoristil  Artaban III. za vrnitev na partski prestol.
| Tiridat III. Arsakidska dinastijaRojen: ni znano Umrl: ni znano |                                                |                         |
| Vladarski nazivi                                                |                                                |                         |
| Predhodnik: Artaban III.                                        | Veliki kralj (šah) Partskega cesarstva 35 – 36 | Naslednik: Artaban III. |